# Et stykke perlesnor
Et stykke perlesnor er et dansk eventyr af H.C. Andersen, der blev offentliggjort første gang i december 1856 i Folkekalender for Danmark 1857. I 1859 blev det udgivet i Nye Eventyr og Historier, første række, tredje samling og i 1870 i Eventyr og Historier, tredje bind.
Eventyret er i to dele. Den første del handler om seks steder langs med Vestbanen, der var åbnet mellem København og Roskilde og forlænget til Korsør i 1856. På det tidspunkt var det endnu den eneste jernbane i det egentlige Danmark. Den anden del er en bedstemors minder om en rejse med hestevogn fra Odense til København i 1815.

## Handling
Det første af stederne, perlerne, i den første del er Bakkehuset på Frederiksberg, hvor Kamma og Knud Lyne Rahbek i sin tid havde samlet dygtige åndens folk. Her skulle der nu være et idiotens hjem (psykiatrisk hospital). Det andet sted er Roskilde, hvor det ikke gælder domkirken med kongegravene men derimod komponisten C.E.F. Weyses beskedne grav på Gråbrødre Kirkegård. Det tredje sted er Sigersted ved Ringsted, hvor sagnet om Hagbard og Signe mindes. Det fjerde sted er Sorø, hvor akademiet med sin lærdom og digtning ligger skønt ved sø og skov. Det femte sted er Slagelse, hvor en trækors endnu minder om Hellig Anders' hjemfart fra Jerusalem. Det sjette og sidste sted er Korsør, hvor digteren Jens Baggesen mindes med et par citater fra hans værker. En krans af skovmærker sendes som en hilsen med bølgen til Kiel, hvor han blev begravet.
I den anden del fortæller en bedstemor sit barnebarn om, hvordan hun over 40 år før som 21-årig tog på rejse fra Odense til København med sine forældre. Først gik det i godt vejr til Nyborg, men sejladsen videre til Korsør tog 22 timer på grund af tåge og modvind. Næste dag gik det ad en dårlig vej videre til Slagelse og Sorø, hvor de besøgte Krebsehuset hos madam Plambek. Derefter var de sammen med studenten Emil, og bedstemor mindes med glæde udflugterne med ham. Næste dag gik det videre til Roskilde med yderligere besøg og overnatning. Derefter kom de til København, hvor Emil også kom. Tre uger efter tog han med dem tilbage til Korsør, hvor han og bedstemor blev forlovede. Siden blev han præst ved Assens, og de blev gift og fik børn. En ny tur til København blev det trods snak om det ikke til. Men til gengæld glæder hun sig over, at jernbanen nu gør det let for hendes kære at komme til hende. Og når hun og siden de kommer i himmelen og mindes, vil hun der som nu kunne sige "Fra København til Korsør, ja, det er rigtignok et stykke perlesnor!"